# پردیس سینمایی پروین اعتصامی
پردیس سینمایی پروین اعتصامی یک پردیس سینمایی در شهر اراک، ایران است.
این سینما که متعلق به هتل امیرکبیر می‌باشد در دی ۱۴۰۲ با سه سالن نمایش افتتاح شده‌است.

## نگارخانه

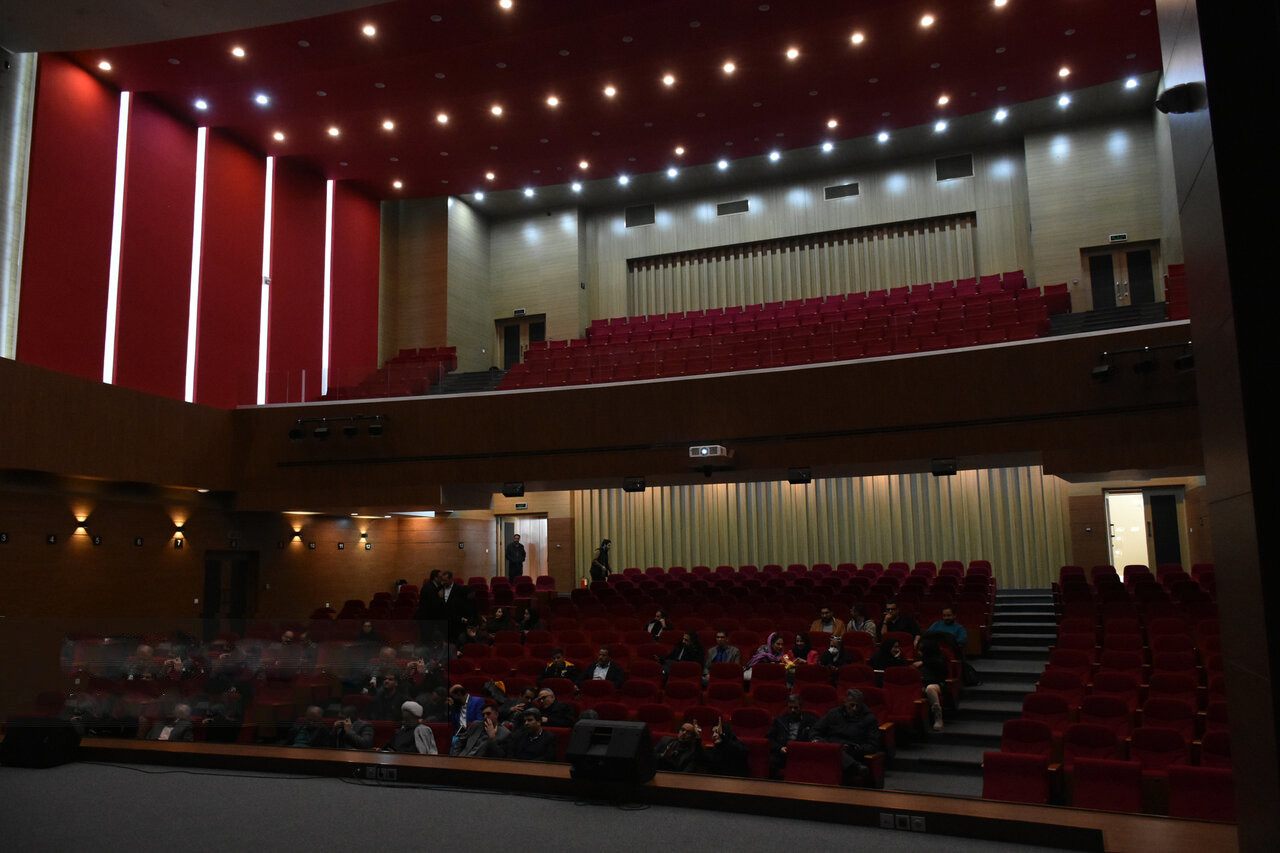
سالن شماره ۱
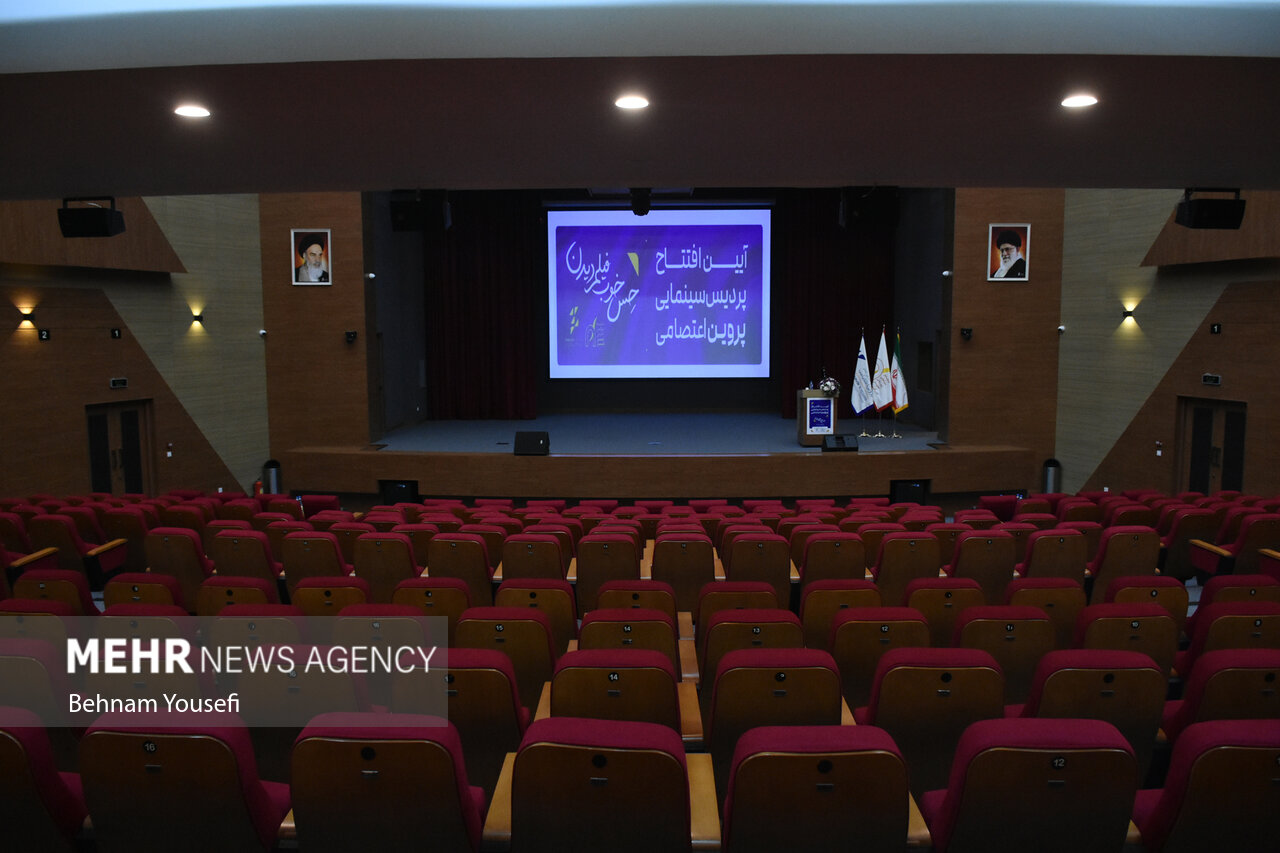
سالن شماره ۲
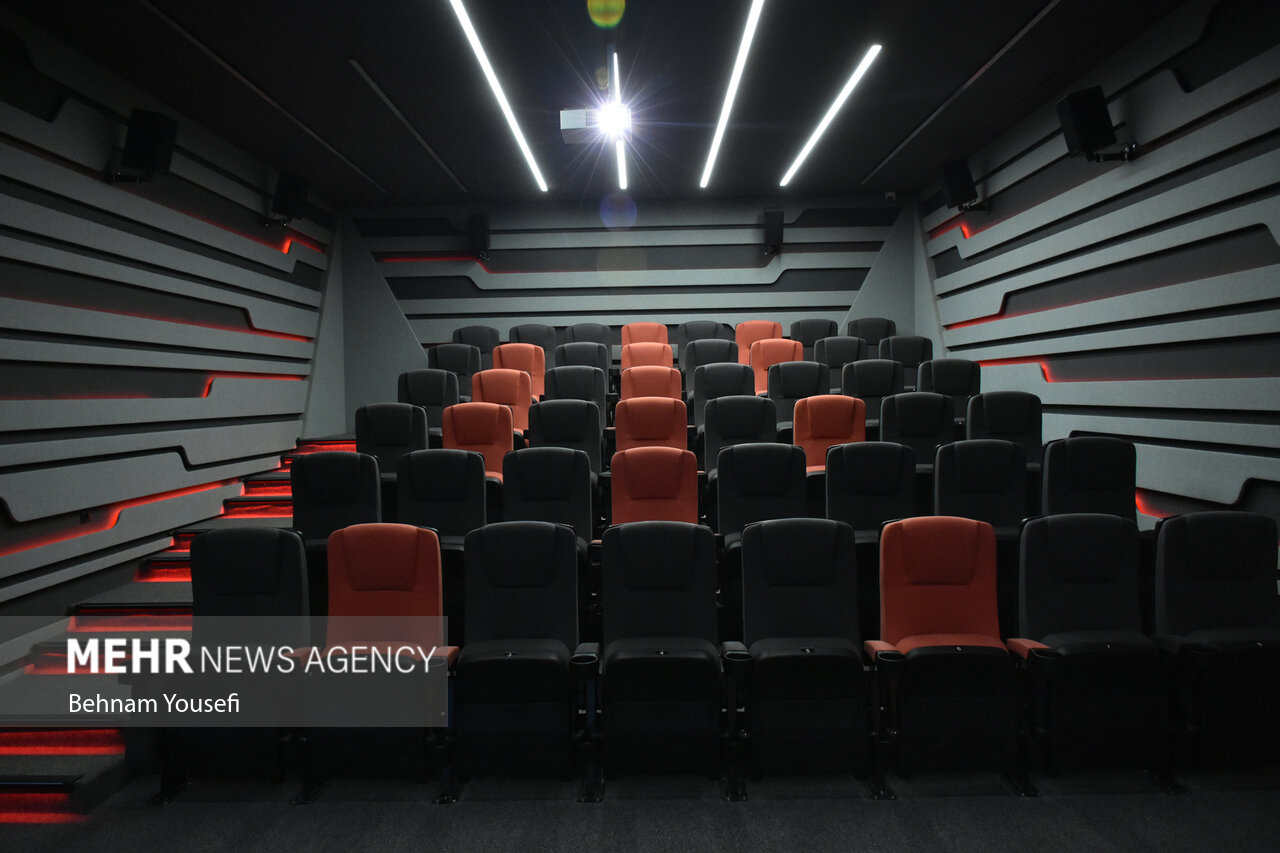
سالن شماره ۲
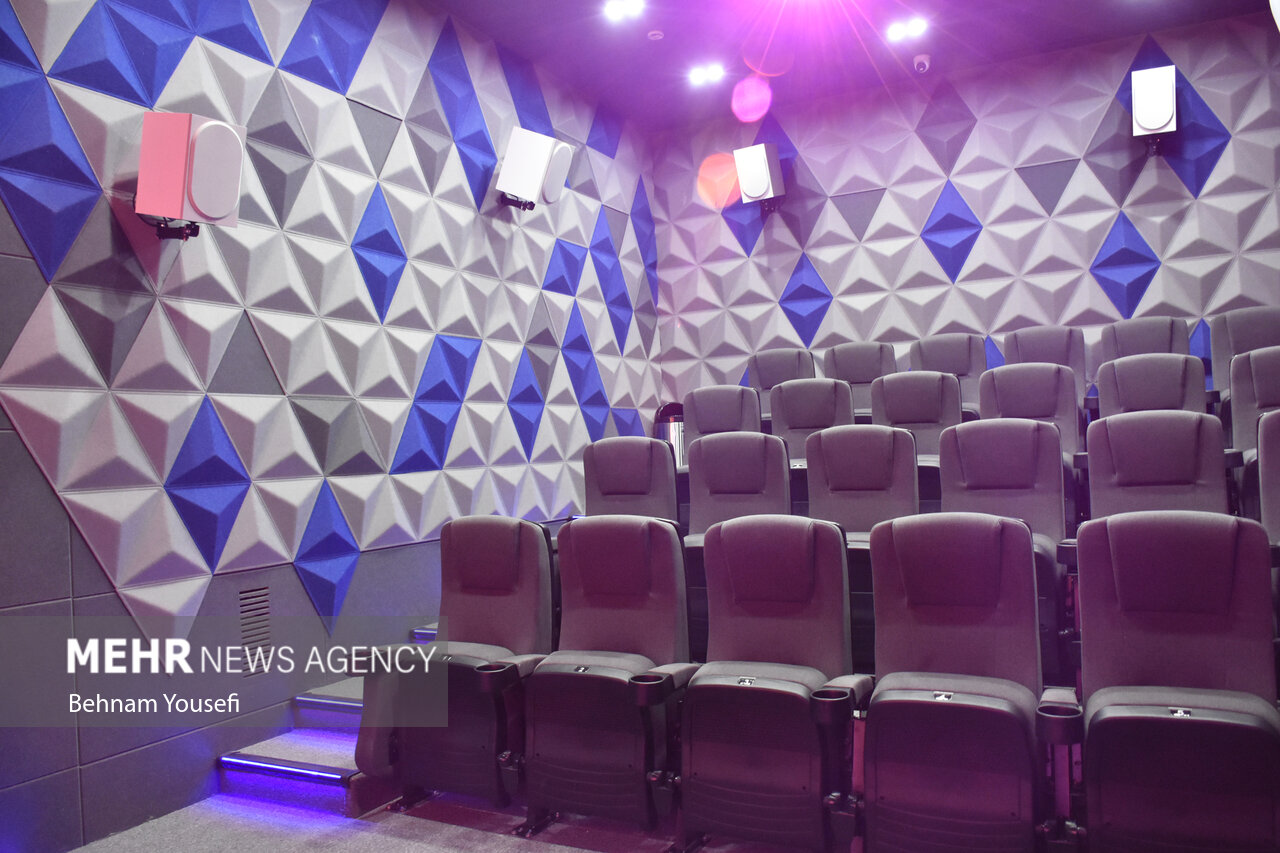
سالن شماره ۳
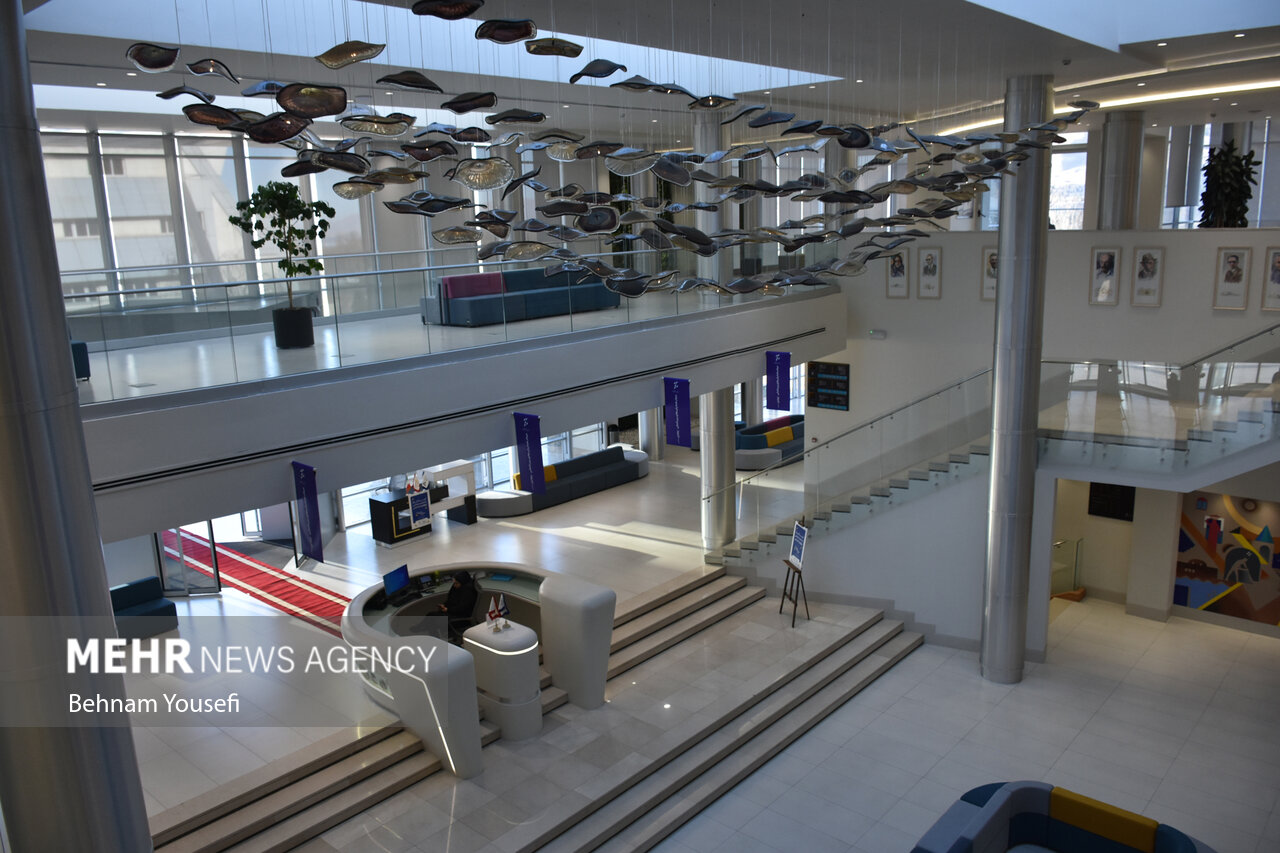